# Irene Larra
Irene Larra Girón es un personaje ficticio de la serie española El Ministerio del Tiempo y creada por los hermanos Pablo y Javier Olivares. Ha sido interpretada por la actriz Cayetana Guillén-Cuervo. Actualmente es la jefa de logística y se ha encargado de reclutar a diversos agentes como Amelia Folch (Aura Garrido) y Julián Martínez (Rodolfo Sancho).

## Historia
Nació el 28 de julio de 1930 en Alicante. Sus padres, Alberto Larra y María Asunción Girón, planearon su matrimonio con un hombre llamado Mario cuando ella era todavía muy joven. Trabajó como funcionaria del Ministerio de Asuntos Exteriores hasta 1960, junto a Mario. Irene nunca quiso ni podría querer a Mario dada su orientación sexual, algo que expresa en distintos capítulos y queda reflejado cuando en la tercera temporada Irene y su marido se encuentran. Los padres de Irene muestran reiteradamente su decepción ante los gustos de su hija, del mismo modo que le recriminan que no quiera tener hijos, que no ame a su marido o que trabaje como funcionaria en el ministerio y no lo aprecie. Pero la realidad es que Irene es homosexual, fue obligada a casarse con un hombre que tampoco la quiso ni la apreció nunca y en el trabajo todos los hombres le hacen la vida imposible porque no son capaces de tolerar que una mujer sea mejor que ellos, tenga mejores ideas o, simplemente, esté a su altura, como asegura Leiva al evitar el suicidio de Irene.
Irene es una mujer lesbiana que vivió en la época del Franquismo. A esto se une el hecho de que Irene descubre un caso de corrupción en el Ministerio de Asuntos Exteriores y comete el error de denunciarlo al ministro, quien permitía el caso. Irene es degradada y Mario también sufre las consecuencias, lo que se traduce en un matrimonio aún más tormentoso. Es por ello que en 1960, harta de su situación y de su vida, toma la decisión de subir a una azotea y tirarse por ella, siendo detenida a tiempo por Armando Leiva. Este hombre reclutó a Irene ofreciéndole la posibilidad de ir al futuro, al siglo XXI, y tener una vida completamente diferente en la que pudiese tomar sus propias decisiones y amar a quien quisiese. Dada que la situación en la que se encontraba no podía ser peor para ella, Irene aceptó y pasó a trabajar como una agente de campo de El Ministerio del Tiempo de 2015. Irene seguía la ideología de Leiva de forma ciega, hasta que se dio cuenta de que sus intenciones de dar un golpe contra el Ministerio, ante el desacuerdo de Leiva con los ideales de este, podría poner en peligro muchas vidas y la historia. Irene se rebeló contra su mentor y él acabó encerrado en los calabozos que hacen servir en el siglo XI. Por su colaboración en la protección del Ministerio, Irene fue ascendida a jefa de logística como recompensa.
Años más tarde, cuando Leiva es dado por muerto, aunque realmente es liberado por Salvador Martí (Jaime Blanch), y comienza a buscar a quien le traicionó, Irene se muestra especialmente sensible por el fallecimiento de su mentor. En ese mismo capítulo se muestra a su esposa, Nuria Celaya, quien trabaja como médica y el desconocimiento de esta sobre las actividades de Irene en el Ministerio. Cuando Leiva descubre que fue Irene quien le traicionó, secuestra a Nuria y la hace subir al borde de una azotea, de la misma forma en la que encontró a Irene tiempo atrás; Irene acude al rescate, sabiendo que todo es culpa suya, siendo entonces cuando su mujer descubre lo que pasa de verdad en el Ministerio y la acaba dejando, no queriendo “saber nada más sobre el tema”.
Irene continúa trabajando en el Ministerio por algunos años, llegando a reclutar a varios agentes, como es el caso de Julián y Amelia. Irene no solo se dedica al papeleo y a la organización de las misiones y su supervisión, sino que también participa en algunas, como es el caso del rescate del Guernica, el capítulo en el que Amelia tiene su primer encuentro directo con Lola Mendieta o en el que debe hacer de comadrona en un parto a principios del siglo XX. Aunque no se la muestra participando en demasiadas misiones, al ser más un personaje secundario en comparación con los integrantes de la patrulla. 
Sin embargo, Irene, con toda su vida fuera del Ministerio destrozada, acaba cada vez más asqueada por el hecho de que el Ministerio anteponga la historia de España a las propias vidas de sus agentes. Por ello, decide traicionar al Ministerio y convencer a Julián, Amelia y Alonso de que se revuelvan contra Salvador, a quien echa la culpa de todo. Sin embargo, es descubierta y destituida de sus cargos en el Ministerio. Pero, en reconocimiento a su labor en el Ministerio y a que piensa que en parte tenía razón, Salvador la perdona y la restituye en su puesto. Tras la traición de Irene, todos desconfían de ella y no se muestran muy amigables, aunque con el tiempo vuelven a recuperar parcialmente su confianza en ella.
Pero Irene no ha perdonado al subsecretario y decide ayudar a Susana Torres, en aquel momento enlace con presidencia, a derrocar a Salvador y hacerse con su puesto, queriendo ambas de esa forma cambiar las cosas en el Ministerio. Una vez Susana se convierte en la nueva subsecretaria, Irene acaba siendo su mano derecha y la persona en la quien más confía, aunque los acontecimientos cambian cuando la agente acaba contagiándose con la Gripe Española en una misión en la que debe asistir un parto en 1918.
Cuando Irene se contagia de la Gripe Española y regresa al presente, todo el Ministerio está en peligro. Ella acaba en cuarentena, al igual que posteriormente lo hacen otros personajes dada la rápida extensión de la enfermedad y el alto índice de contagios. Esta enfermedad pone en riesgo la seguridad de la institución, del país e incluso del planeta, ya que al ser una afección antigua y desaparecida no se poseen ni vacunas ni medicamentos para combatirla, además de ser mortal, pero Susana no toma las precauciones necesarias para prevenir la expansión de la enfermedad, bajo el argumento de que ningún compañero queda atrás. Es por ello que mientras Irene, Alonso y otros personajes relevantes para la serie y para la historia se debaten entre la vida y la muerte tras haberse contagiado, Amelia y Paccino deberán arreglárselas para traer una cura. 
Tras una serie de decisiones erróneas por parte de Susana, así como el descubrimiendo de sus intereses reales y lo que obtenía a cambio de filtrar la información del Ministerio a Darrow, Irene acaba ofreciendo su ayuda a Ernesto y la patrulla para devolverle a Salvador su puesto y hacer que todo volviese a ser como era antes, mostrando también su arrepentimiento por haber ayudado a echarle. Ese acaba siendo el fin de la relación de ambas y de la carrera de Susana, cuando Salvador recupera finalmente su posición como subsecretario. Irene renuncia por completo a sus recelos a Salvador y vuelve a convertirse en una de sus personas de confianza.
Otro de los arcos más importantes de la historia de Irene es cuando el personaje se ve obligado a viajar a 1961 para conseguir que "Viridiana", de Luis Buñuel, consiguera pasar la censura franquista. Esto llevó a Irene a encontrarse en su propia línea temporal, apenas un año después de haber desaparecido sin decir nada, cuando Leiva evitó que se suicidara. En esta misión Irene se reencuentra con su marido, así como con sus dos padres, y trata de explicarles lo que pasó en el trabajo para que ella decidiera marcharse definitivamente (aunque escudándose en el caso de corrupción). Mario la tacha de mentirosa, pues él también estaba implicado, sus padres no la creen y ella acaba siendo encerrada en una institución psiquiátrica sin que ninguno de sus compañeros se enteren. Alonso, quien previamente había expresado su desagrado hacia la orientación sexual de Irene, es una de las primeras personas que muestra su desacuerdo con encerrarla o tratarla de loca por ello. Irene acaba siendo liberada de la institución por su padre, quien tras realizar una investigación sobre el asunto que su hija le comentó descubrió que ella decía la verdad. En este capítulo se nos muestra la reconciliación de padre e hija, así como la evolución de personajes como Alonso.
Tras esa misión, Irene vuelve al presente y continúa con su trabajo como jefa de logística, participando en algunas misiones, pero apareciendo sobre todo para presentar aquellas en las que la patrulla deberá participar. Este trabajo se ve mayormente alterado por los cambios de tiempo, como el capítulo con el mismo nombre o Entre dos tiempos, en los que su personalidad e historia cambian de forma considerable.

### Versiones alternativas
En los dos momentos en los que se altera notablemente el tiempo y la historia (final de la segunda temporada y final de la tercera temporada) Irene adquiere personalidades muy diferentes, acorde al resultado del curso de eventos.
En Cambio de tiempo, Irene resulta ser una mujer sumisa, infelizmente casada y con dos hijas, que tuvo que acudir a unos cursos de reeducación para “curar” su homosexualidad y hacerla encajar en el imperio construido por Felipe II. Su personalidad se refleja en su aspecto, ya que viste un traje negro de camisa, igual que todas las mujeres del Ministerio y su cabello es negro y corto. Se muestra bastante incómoda con la ideología de Amelia durante todo el capítulo, pese a gustarle la idea de que un mundo como el que propone pueda existir; pero finalmente acaba rogándoles a Julián y Alonso que vayan a ayudar a Amelia, pues prefiere que sea “la otra Irene”, la que es libre y feliz, quien viva, y no ella.
En Entre dos tiempos se muestra a una Irene bastante distinta a la que incluso le falta un ojo. Esta versión de Irene es una superviviente que ha huido de la Agencia Carpe Diem (una empresa surgida de la privatización de las puertas del tiempo), pues se opuso a trabajar en ella y a aceptar sus actividades turísticas de viajes por el tiempo y la historia españoles. En este capítulo se muestra a Lola,  Alonso y Paccino descubriendo cómo es el nuevo presente tras una misión en la que debían luchar contra una serie en la que se contaban las aventuras de la patrulla, tratando de esconderse y de solucionar la situación, lo que les acaba llevando a encontrar, casualmente, al grupo de antiguos funcionarios que ha estado huyendo de Carpe Diem; entre ellos Irene. Irene muestra una personalidad fiera, incluso vengativa cuando habla de lo acontecido con su ojo, se muestra dispuesta a ayudar a la patrulla en su plan para hacer que Ureña deshaga sus acciones y no transforme el Ministerio en una empresa privada, sobre todo teniendo en cuenta las catastróficas consecuencias que eso tiene con respecto a las enfermedades y alteraciones en la historia.

## Relaciones personales
En la primera temporada, Irene está casada con una mujer, Nuria Celaya, aunque justifica sus aventuras en otras épocas con el argumento de que su mujer no ha nacido y por tanto no son cuernos. Además, en la serie se da a entender de manera muy clara que Irene se ha llevado a varios ligues a pisos francos del ministerio en algunas de sus misiones, ya sea a lo largo del tiempo o del territorio español.
Entre algunos de sus ligues conocidos están su esposa, la mujer de un capitán (quien las pilló en la cama según ella comenta a la patrulla para que nadie cometa su mismo error), la chica madrileña que conoció en la fiesta de los 80, Susana Torres, Encarna (la secretaria del Ministerio de 1982), Rosita, la actriz que hace de doña Inés en la obra de Lorca y Rocío, la chica que conoció en la boda de Ortigosa.
- Nuria Celaya (María Cotiello), esposa de Irene en la primera temporada y con quien mantiene una relación hasta que sucede el altercado con Leiva, es médica y trabaja en un hospital, pero no tiene idea de lo que realmente Irene hace en su trabajo; por lo que tras la aparición del antiguo mentor de la agente y lo acontecido en el mismo capítulo, acaba dejándola.

- Susana Torres (Mar Saura), logra convencer a Irene de traicionar al Ministerio para ser ella quien se haga con el poder y se convierta en subsecretaria. Susana le dice a Irene que sus intenciones son salvar al Ministerios de sí mismo, que no se pueden dejar compañeros atrás, que deben estar más unidos y salvarse los unos a los otros, aunque eso suponga cambiar cosas. Lo que Susana no le cuenta es que trabaja con Darrow y que lo que busca es, más que nada, enriquecerse, aunque lo otro no sea mentira. Es por ello que aunque Irene la ayuda a hacerse con el Ministerio al principio, luego también echa una mano a Ernesto y la patrulla a derribar a Susana y devolver a Salvador su puesto.[14]

- Ernesto Jiménez (Juan Gea), jefe de operaciones,[1] es el compañero de trabajo de Irene, uno de sus mejores amigos y con quien suele formar equipo para algunas de las misiones en las que participa. Su relación atraviesa distintas fases a lo largo de la serie, sdestacando el momento tras la traición de Irene al Ministerio, cuando Ernesto parece perder toda su confianza en ella y así lo expresa en uno de los capítulos. A pesar de todo, su relación se recompone según avanzan los capítulos y sus tramas, hasta volver a ser amistosa de nuevo.

- Angustias Vázquez (Francesca Piñón), secretaria de Salvador y una de las mejores amigas de Irene, es con quien mantiene confidencias y comparte información personal y opiniones en diferentes capítulos, además de la webserie[15] de la propia Angustias.

- Salvador Martí (Jaime Blanch), subsecretario del Ministerio,[1] jefe de Irene y amigo, Salvador muestra confianza en la mujer incluso después de su traición y asegura no culparla porque entiende sus motivos, aunque no aprueba su forma de actuar.

- Amelia Folch (Aura Garrido), primera mujer universitaria,[16] agente del Ministerio y jefa de patrulla, fue reclutada por Irene tras una clase en la universidad a la que acudía, fue la primera persona con quien Irene flirteó abiertamente y a quien besó (en el primer capítulo), aunque Amelia aseguró no estar interesada en mujeres. Irene hizo de mentora para ella y le dio varios consejos al ser la única mujer de su patrulla, así como le enseñó a usar algunas cosas del futuro.[17]

- Julián Martinez (Rodolfo Sancho), agente del ministerio, también fue reclutado por Irene, quien iba acompañada de Ernesto, por orden de Salvador. Julián mostró abierta desconfianza tanto como cuando le reclutaron como tras la traición de Irene, así como fue quien descubrió que las fotos que habían estado alterando a los personajes habían sido colocadas por ella y no por Lola Mendieta, como todos sospechaban e Irene aseguraba.

- Armando Leiva (José Antonio Lobato), agente del ministerio, fue el mentor de Irene y quien la reclutó en 1960 para llevarla al Ministerio del siglo XXI. Leiva le enseñó a Irene todo lo que sabía, compartió su ideología e incluso la informó del golpe que pretendía dar al Ministerio, obteniendo a cambio que ella traicionase su confianza e informase a sus superiores al respecto. La reacción entre ambos era muy estrecha, algo que Irene le dice a Nuria y que se refleja en su comportamiento tras el descubrimiento de la "muerte" del agente.